# Liberale Demokraten
Liberale Demokraten - Die Sozialliberalen (LD) er et socialliberalt tysk politisk parti. Partiet stiftedes i 1982.

## Historie
LD blev grundlagt i 1982 i Bochum efter at FDP havde forladt den social-liberale koalition ledet af kansler Helmut Schmidt og dannet et ny regering med CDU.